# Угода Гея-Кесада
Угода Гея-Кесада (англ. Hay-Quesada Treaty) — угода між урядами Куби та США, яка була підписана 2 березня 1904 року, але не була ратифікована обома сторонами до 23 березня 1925 року. Згідно з цією угодою США визнали суверенітет Куби над територією острова Пінос (нині: Ісла-де-ла-Хувентуд), біля південного узбережжя Куби.

## Історія
Після перемоги США у Іспано-американській війні 1898 року, Іспанія була змушена відмовитися від своїх претензій на Кубу за умовами Паризької мирної угоди 1898 року. У першій Конституції Республіки Куба, яка була прийнята 21 лютого 1901 року, острів Пінос не згадується як частина території держави Куба. Також острів не було згадано в Поправці Платта — документі, який визначав відносини між Кубою та США, ратифікований у травні 1901 року. Внаслідок цього виникли суперечки між незалежною Кубою та Сполученими Штатами про приналежність острова, і їх потрібно було врегулювати.
2 липня 1903 року Державний секретар США Джон Гей та посол Куби в США Ґонсало де Кесада, підписали у Вашингтоні угоди про оренду земель в затоці Ґуантанамо, для споруди військово-морської бази, та визнання за Кубою острова Пінос. Кубинський сенат ратифікував обидві угоди 16 липня 1903 року.. Сенат США ж ратифікував лише угоду про оренду.
2 березня 1904 року Джон Гей та Ґонсало де Кесада підписали другий варіант угоди, уникнувши конкретики, щодо терміну її ратифікації.
Протягом багатьох років Сенат США не ратифікував угоду, хоча кожен президент та державний секретар, починаючи з 1903 року, закликали ратифікувати її, а Комітет Сенату США з міжнародних зв'язків тричі рекомендував рафікувати цю угоду.
У 1907 році Верховний суд США виніс рішення про те, що острів не належить США.
Угода Гея-Кесада була винесена у Сенат США в лютому 1924 року, але не була ратифікована.. Тільки 13 березня 1925 року угода була ратифікована Сенатом Сполучених Штатів